# برایتن (تاسمانی)
برایتن (به انگلیسی: Brighton) یک حومه شهر در استرالیا است که در تاسمانی واقع شده‌است.